# 880
| 880                |
| ------------------ |
| Dødsfald - Fødsler |
|                    |

| Gregoriansk kalender | 880 DCCCLXXX            |
| Ab urbe condita      | 1633                    |
| Armensk kalender     | 329 ԹՎ ՅԻԹ              |
| Kinesiske kalender   | 3576 – 3577 己亥 – 庚子 |
| Etiopisk kalender    | 872 – 873               |
| Jødisk kalender      | 4640 – 4641             |
| Hindukalendere       |                         |
| - Vikram Samvat      | 935 – 936               |
| - Shaka Samvat       | 802 – 803               |
| - Kali Yuga          | 3981 – 3982             |
| Iransk kalender      | 258 – 259               |
| Islamisk kalender    | 266 – 267               |

Se også 880 (tal)